# Brancucciella micheli
Brancucciella micheli es un insecto coleóptero de la familia Chrysomelidae.
Fue descrita científicamente por primera vez en 1995 por Medvedev.